# Shigeki Okabayashi
Shigeki Okabayashi (Kōbe, 1913 – Stretto di Formosa, 1944) è stato un astronomo giapponese.
Shigeki Okabayashi è stato un astronomo giapponese autodidatta. Ha lavorato presso l'osservatorio astronomico di Kurashiki (Prefettura di Okayama) dal 1939 al 1941. Morì nel corso della Seconda guerra mondiale nell'affondamento della nave dove era stato imbarcato.

## Scoperte
Il 3 ottobre 1936 ha scoperto ad occhio nudo la nova V630 Sgr. Il 1 ottobre 1940 ha coscoperto la cometa C/1940 S1 Okabayasi-Honda.
Okabayashi è stato anche scopritore indipendente delle comete C/1939 H1 Jurlof-Achmarof-Hassel e C/1939 V1 Friend.

## Riconoscimenti
Nel 1936 gli fu attribuito il Nova award. Nel 1941 gli fu assegnata la 179° Medaglia Donohoe. Gli è stato dedicato un asteroide, 6737 Okabayashi.